# Cour d'appel du Manitoba
La Cour d'appel du Manitoba est le plus haut tribunal provincial de la province du Manitoba au Canada.